# Chernobyl Cha-Cha
Chernobyl  Cha-Cha est un groupe qui se définit lui-même entre la new wave électro et le cyber-punk-métal. Actif de 1999 à 2009, c’est un duo créé au Québec, Canada par Hans Gauthier (Chant, Synthé, Arrangements) et Jef Hell (Guitariste, Producteur). Parmi ses influences, on compte Suicide et Satan.

## Biographie
Hans Gauthier crée Chernobyl Cha-Cha à Québec en 1999. Un an plus tard, le guitariste Jef Hell le rejoint. Le groupe tourne principalement à Québec et Montréal jusqu’au départ de Jef en 2004. En 2006, le duo se reforme. En 2007, il fait une courte tournée en Suisse,. En 2008, S-Ben (Séquences, Synthé) rejoint le groupe lors de ses prestations scéniques, mais un an plus tard, la fin du groupe est officiellement annoncée sur le site MySpace.

## Style
La musique de Chernobyl Cha-Cha est puissante et repose sur des boucles de synthé et des riffs de guitare rock. On y retrouve des influences de différents genres musicaux tels la new wave, l'électro, le space rock, le punk rock des années 1970 et le heavy metal de la décennie 1980. L’apparence de Hans Gauthier, à mi-chemin entre androgynie et références post-apocalyptiques a fait beaucoup pour le succès du groupe. Il tournera d’ailleurs dans le film Zordax II : la guerre du métal dont le scénario reprend le personnage qu’il a créé pour Chernobyl Cha-Cha. Dans le film, il joue le rôle du "Barbare Weirdo" et porte le même costume qu’il utilise parfois sur scène et pour la promo de Chernobyl Cha-Cha : des protections d’épaules de hockey avec une bordure de tissu imitation fauve associées à une coupe de cheveux et un maquillage d’inspiration « glam rock ».

## Discographie
Sur sa page Bandcamp, le groupe vend un coffret appelé "Le Box" sous forme de "best of" et rassemblant ses enregistrements studio. La compilation réunit les trois albums réalisés par le groupe depuis 2001. Le groupe propose aussi en écoute libre et en téléchargement plusieurs morceaux inédits réunis sur le disque posthume "Apocalips Aeterna". Sur Youtube, on trouve les vidéos du clip "Sweet Sixteen" et de performances dans différents clubs québécois .
Albums 
- 2001 : Neutron Babylon [CD-R]
- 2004 : Radio Pirate [CD-R]
- 2007 : Switzerland Demo(n) [CD-R]
- 2010 : Le Box [3 x CD-R / Fichiers numériques] [6]
- 2011 : Apocalips Aeterna [Fichiers numériques] [7]

Apparitions sur compilations d'artistes variés:
- 2003 : Another tribute to Suicide [CD-R / Fichiers numériques] [10]
- 2007 : Cocktails [CD] [11]